# Stargard Szczeciński…
Stargard Szczeciński... là một thị trấn thuộc huyện Stargardzki, tỉnh Zachodniopomorskie ở tây-bắc Ba Lan. Thị trấn có diện tích 48 km². Đến ngày 1 tháng 1 năm 2011, dân số của thị trấn là 69633 người và mật độ 1448 người/km².